# Of Skins and Heart
Of Skins and Heart (en español: De pieles y corazón) es el álbum de estudio debut de la banda australiana de rock alternativo The Church, lanzado en abril de 1981 a través de EMI Records. Es el único disco que editaron con el batería original de la banda Nick Ward y se compone de canciones post-punk de estructuras simples. Casi todas las canciones fueron compuestas por el bajista y cantante Steve Kilbey.

## Lista de canciones
Todas las canciones escritas y compuestas por Steve Kilbey, excepto donde se indique. 
| N.º   | Título                             | Escritor(es)        | Duración |  |
| 1.    | «For a Moment We're Strangers»     |                     | 3:55     |  |
| 2.    | «Chrome Injury»                    |                     | 4:02     |  |
| 3.    | «The Unguarded Moment»             | Michelle Parker     | 4:14     |  |
| 4.    | «Memories in Future Tense»         |                     | 4:46     |  |
| 5.    | «Bel-Air»                          |                     | 3:59     |  |
| 6.    | «Is This Where You Live»           |                     | 7:39     |  |
| 7.    | «She Never Said»                   |                     | 3:17     |  |
| 8.    | «Fighter Pilot... Korean War»      |                     | 4:29     |  |
| 9.    | «Don't Open the Door to Strangers» | Marty Willson-Piper | 3:28     |  |
| 39:53 |                                    |                     |          |  |

| 30th Anniversary Series |                  |          |  |
| N.º                     | Título           | Duración |  |
| 10.                     | «In a Heartbeat» | 4:22     |  |
| 11.                     | «Busdriver»      | 4:22     |  |
| 47:53                   |                  |          |  |

Notas
- Los bonus tracks habían aparecido previamente como lado B de los sencillos «She Never Said» y «The Unguarded Moment», respectivamente.

### Reedición australiana (2002)
| N.º   | Título                         | Escritor(es)                   | Duración |  |
| 1.    | «Too Fast For You»             |                                | 3:35     |  |
| 2.    | «Sisters»                      | Willson-Piper · Koppes · Ploog | 3:41     |  |
| 3.    | «Tear It All Away»             |                                | 4:21     |  |
| 4.    | «You've Got to Go»             |                                | 2:44     |  |
| 5.    | «Fraulein»                     |                                | 3:07     |  |
| 6.    | «The Unguarded Moment (Video)» |                                | 4:13     |  |
| 7.    | «Bel-Air (Video)»              |                                | 3:53     |  |
| 8.    | «Too Fast For You (Video)»     |                                | 3:40     |  |
| 9.    | «Tear It All Away (Video)»     |                                | 4:22     |  |
| 33:36 |                                |                                |          |  |

Notas
- Las primeras cinco canciones habían aparecido dentro del EP Too Fast For You en julio de 1981.

## Personal
- Steve Kilbey: voz, bajo, teclados.
- Peter Koppes: guitarra, slide guitar, voces.
- Marty Willson-Piper: guitarras eléctricas de 6 y 12 cuerdas, guitarras acústicas, voces.
- Nick Ward: batería, percusión, voces.

En las pistas adicionales del CD de Arista:
- Richard Ploog: batería, percusión.